# ويليام توماس مولوي
ويليام توماس مولوي هو محامي كندي، ولد في 27 يوليو 1940 في ساسكاتون في كندا.